# Марина Фиорато
Марина Фиорато (на английски: Marina Fiorato) е английска актриса, продуцент и писателка на бестселъри в жанра исторически любовен роман.

## Биография и творчество
Марина Фиорато е родена през 1973 г. в Манчестър, Англия. Баща ѝ Аделин Фиорато е венецианец, преподавател в Сорбоната, а майка ѝ Барбара е англичанка. Има по-голяма сестра – Вероника. Родителите ѝ се развеждат, когато е още малка. Израства в Лангклиф, Йоркшър Дейлс.
В периода 1990-1993 г. учи в Университета на Дърам и завършва с бакалавърска степен по история. В периода 1994-1995 г. получава магистърска степен по история в Университета „Уоруик“ и специализира по въпросите на Ренесанса в Университета на Венеция. През 1995-1996 г. специализира в Университета на Оксфорд в изследване на пиесите на Шекспир като исторически извор.
След дипломирането си работи като илюстратор (цифрови пейзажи), актриса и филмов критик. Правила е дизайна на турнетата на рок групи като „U2“ и „Rolling Stones“.
На 22 септември 2001 г. се омъжва във Венеция на Канале Гранде за Саша Бенет, актьор, писател и продуцент. Имат две деца – Конрад и Руми.
Започва да пише първия си роман през 2006 г. след като ражда първото си дете. Отхвърлен от всички големи издателства, той е приет от издателство „Beautiful Books“. Романът „Стъкларят от Мурано“ е публикуван през 2008 г. и веднага става бестселър. Той дава началото на нейната много успешна писателска кариера.
Марина Фиорато живее със семейството си в Хампстед, Лондон.

## Произведения

### Самостоятелни романи
- The Glassblower of Murano (2008)
Стъкларят от Мурано, изд."Кръгозор", София (2011), прев.
- The Madonna of the Almonds (2009)
Мадоната на бадемите, изд."Кръгозор", София (2012), прев. Илвана Гарабедян
- The Botticelli Secret (2010)
Тайната на Ботичели, изд."Кръгозор", София (2011), прев.
- The Daughter of Siena (2011)
Дъщерята на Сиена, изд."Кръгозор", София (2013), прев. Антоанета Дончева-Стаматова
- The Venetian Contract (2012)
Венецианският договор, изд."Кръгозор", София (2013), прев. Антоанета Дончева-Стаматова
- The Venetian Bargain (2014)
- Beatrice and Benedick (2014)
Беатриче и Бенедикт, изд."Кръгозор", София (2014), прев. Антоанета Дончева-Стаматова
- Kit (2015)
Дамата с червения мундир, изд."Кръгозор", София (2015), прев. Антоанета Дончева-Стаматова
- Crimson and Bone (2017)

### Филмография
- 2000 Maybe Baby – като Посе Найджъл
- 2006 Devilwood – като лейди Фейвърсъм
- 2008 Tu£sday – като г-жа Джоунс
- 2010 Bonded by Blood – като Синди
- 2012 Outside Bet – като медицинската сестра Манди
- 2013 Get Lucky – като Кармен